# Fernando Rayón
Fernando Rayón Valpuesta (Burgos, España, 1959), escritor, historiador y periodista español.

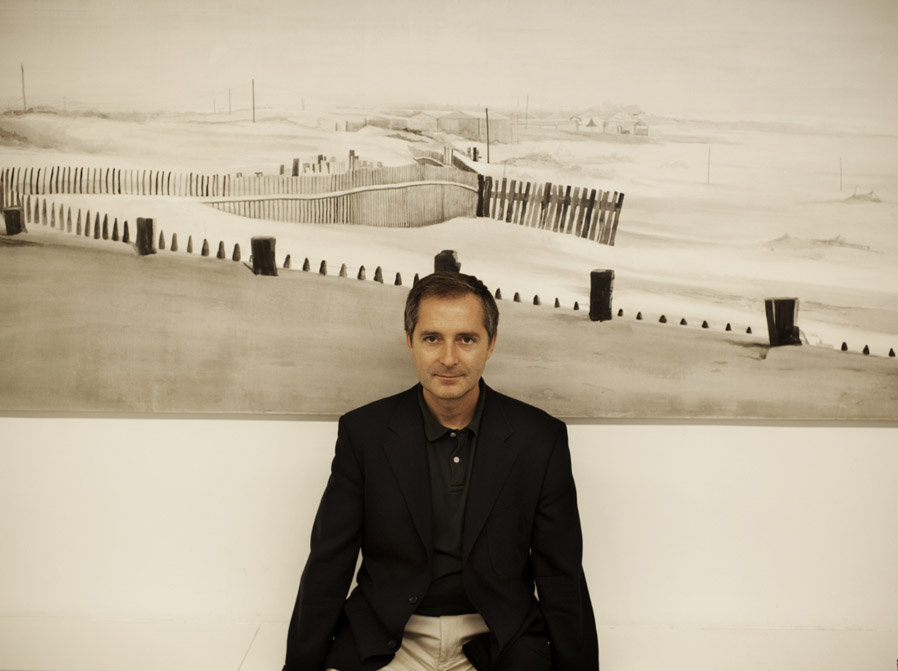
Fernando Rayón es director de Ars Magazine.

## Biografía
Burgalés de nacimiento estudió en Arrigorriaga y Bilbao, y es licenciado en Ciencias de la Información por la Universidad Complutense de Madrid. Inició su carrera profesional en Bilbao, en la Gaceta del Norte, y ha trabajado en Radio Nacional de España y la agencia Europa Press.
Ha sido Redactor en Jefe y Subdirector de El Semanal, suplemento dominical distribuido por el Grupo Vocento. En 2004, Rayón se incorporó al periódico La Gaceta de los Negocios, donde ha desarrollado los cargos de redactor-jefe, subdirector y, desde febrero de 2006 hasta octubre de 2007, director.
Es colaborador habitual de la Cadena COPE y La Razón y ha publicado varios libros sobre la Transición Española y la familia real española, a la cual ha acompañado en sus diversos viajes oficiales.
Actualmente dirige la revista de arte Ars Magazine, imparte clases sobre Periodismo Especializado Económico en la Universidad San Pablo CEU de Madrid y colabora como articulista en el diario digital Te Interesa.

## Obras
Tiene publicados artículos sobre historia en varias revistas en las que colabora: Nueva revista de política, cultura y arte y La Aventura de la historia.

### Libros
- Sofía de Grecia, la Reina. Tibidabo, 1993.
- Sofía, biografía de una reina. Taller de Editores, 2000. ISBN 84-95082-04-7.
- La boda de Juan Carlos y Sofía: claves y secretos de un enlace histórico. La Esfera de los Libros, 2002. ISBN 84-9734-037-X.
- Las joyas de las reinas de España: la desconocida historia de las alhajas reales. Planeta, 2004. ISBN 84-08-05119-9.

### Obras colectivas
- El grupo Agbar en Chile, Fernando Rayón y Angel Simón. En: América latina y España: un futuro compartido, coordinador Antoni Maria Güell, 2000, págs. 273-300. ISBN 84-8453-033-7.